# Ancône
Ancône ist eine südfranzösische Gemeinde mit 1.353 Einwohnern (Stand 1. Januar 2022) im Département Drôme in der Region Auvergne-Rhône-Alpes.

## Weblinks

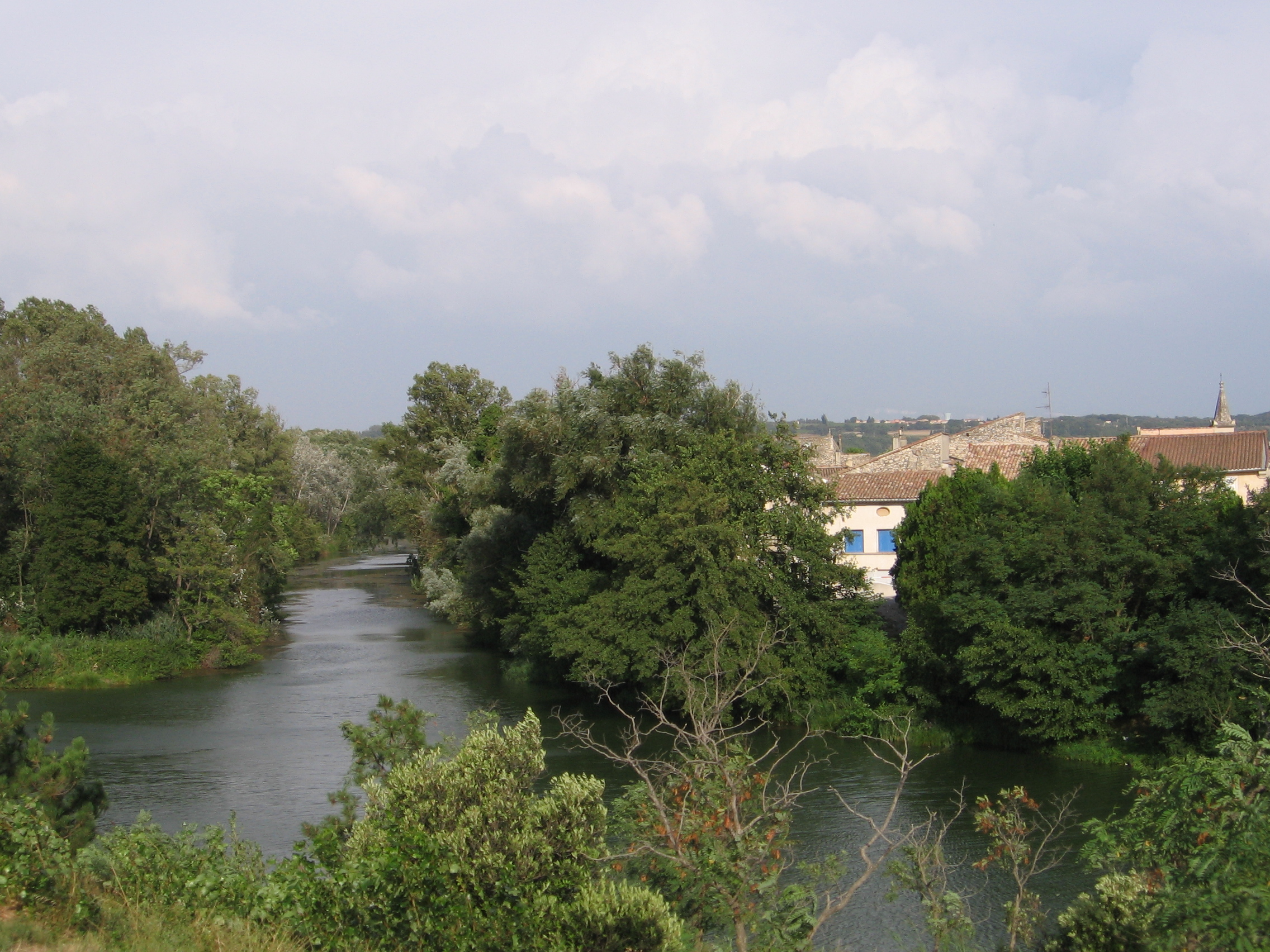
Ancône am Ufer der Rhône

## Geografie
Das lediglich 1,59 km² große Gemeindegebiet von Ancône umfasst den Flugplatz von Montélimar (Aérodrome de Montélimar), der vor allem wegen des Museums Européen de l’Aviation de Chasse bekannt ist. Ancône liegt am Ufer der Rhône.

## Bevölkerungsentwicklung
| Jahr                       | 1962 | 1968 | 1975 | 1982 | 1990 | 1999 | 2009 | 2016 |
| Einwohner                  | 356  | 593  | 727  | 790  | 899  | 947  | 1056 | 1329 |
| Quellen: Cassini und INSEE |      |      |      |      |      |      |      |      |